# Joseph Kumpfmüller

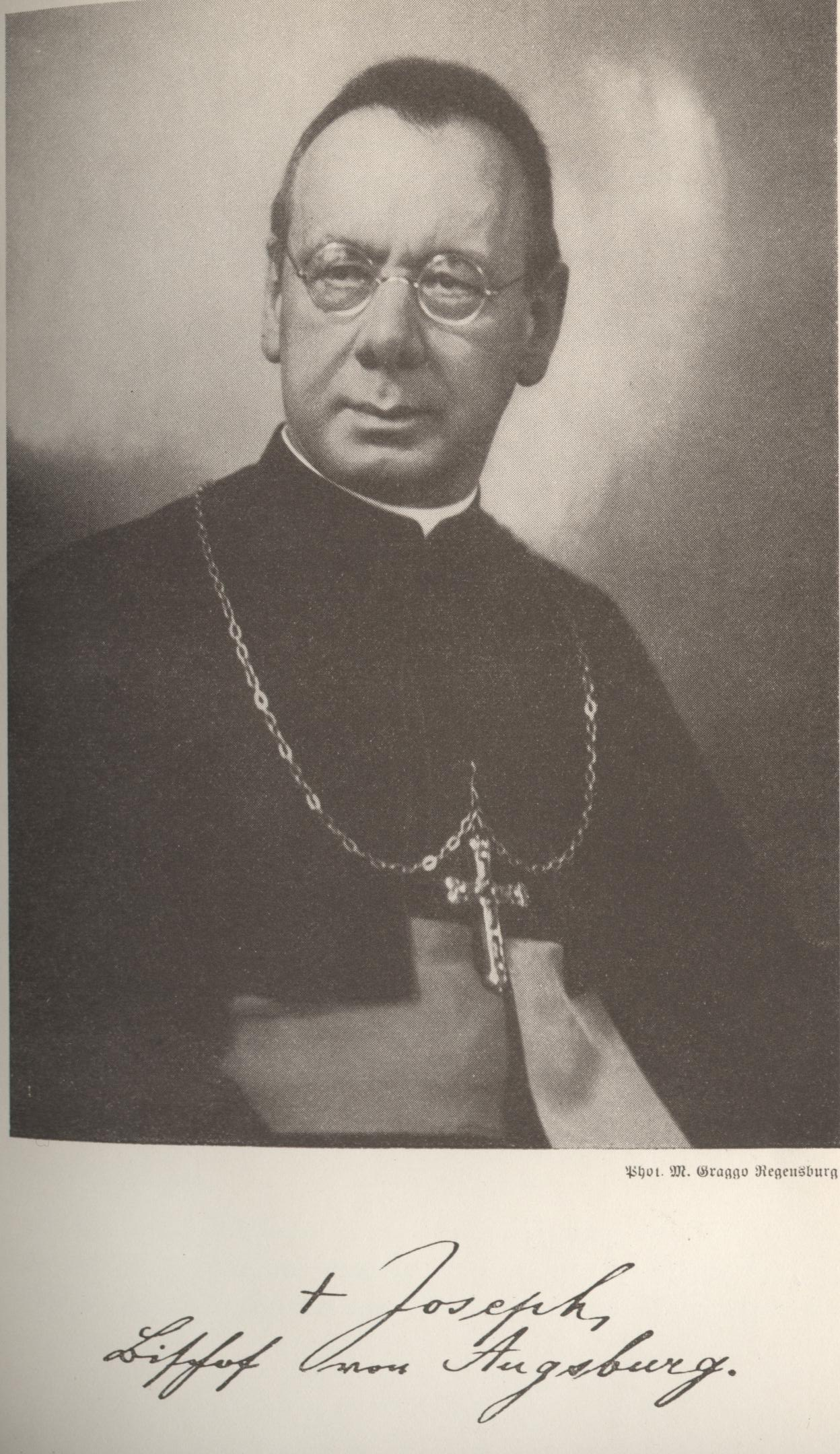
Bischof Joseph Kumpfmüller

Joseph Kumpfmüller (* 2. Mai 1869 in Schwarzenberg; † 9. Februar 1949 in Augsburg) war Bischof von Augsburg von 1930 bis 1949.

## Leben
Am 2. Mai 1869 wurde Kumpfmüller in Schwarzenberg bei Eschlkam geboren. Nach dem Besuch des Gymnasiums im Kloster Metten begann er in Rom zu studieren und promovierte sich anschließend in Philosophie und Theologie. Daraufhin empfing er am 28. Oktober 1894 die Priesterweihe in der Kollegkirche des Germanikums. 1895 betätigte sich Kumpfmüller zunächst als Hilfspriester in Loiching und übernahm ein Jahr später bis 1900 den Dienst als bischöflicher Kaplan und Sekretär. Von 1900 bis 1908 war Kumpfmüller Kirchenprediger und später Direktor des bischöflichen Seminars in Obermünster. Anschließend übernahm er das Amt des Dompredigers von Regensburg. Zur gleichen Zeit unterrichtete er auch Religionslehre an der Mädchenschule Niedermünster. 1917 wurde er für das Regensburger Dompfarramt eingesetzt. 1919 ernannte man ihn sowohl zum Direktor als auch zum Geistlichen Beirat der Krankenfürsorge des Dritten Ordens.
Papst Pius XI. ernannte ihn schließlich am 17. September 1930 zum Bischof von Augsburg und machte ihn damit zum Nachfolger des im Mai verstorbenen Bischofs Maximilian von Lingg. Die Bischofsweihe spendete ihm am 28. Oktober 1930 der damalige Erzbischof von München und Freising, Michael Kardinal von Faulhaber.
Von großer Bedeutung war für ihn die Seelsorge und die Nächstenhilfe. So unterstützte er etwa mit der Gründung der Christlichen Wohnungshilfe (später Sankt-Ulrichs-Werk) die von großer Wohnungsnot geplagten Augsburger Bürger nach dem Zweiten Weltkrieg.
Mit 79 Jahren starb Kumpfmüller nach längerem Leiden am 9. Februar 1949 in Augsburg.